# 碧露蒂

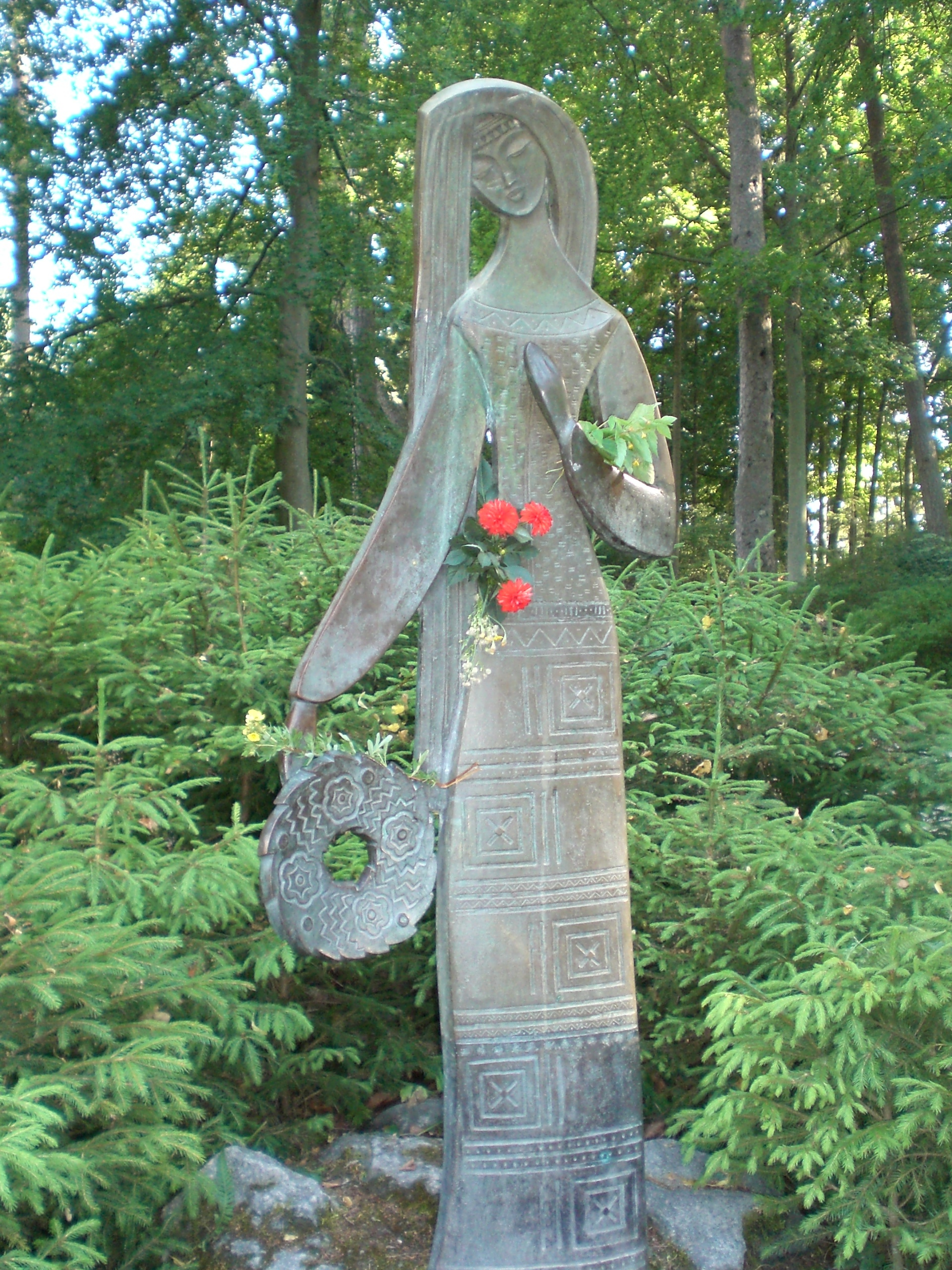
碧露蒂的青銅塑像，臨近其假定墓地所在。

碧露蒂（Birutė，逝於1382年），是立陶宛大公科斯圖提斯的第二任妻子，也是维陶塔斯大帝的母親。 碧露蒂的生平鮮為人知，在其逝世後於立陶宛人之中尤其是在萨莫吉希亚那，是形成了一個強烈崇聖她的異信眾團體。在19世紀時，立陶宛民族性的浪漫主義者們曾利用碧露蒂的故事，去創作表達情懷——有關典故在現代立陶宛也還廣為人知。

## 生平

### 婚姻
她可能來自於帕兰加附近的立陶宛人、萨莫吉希亚人或库尔斯人的世家大族。她與科斯圖提斯聯姻的故事成為了立陶宛的浪漫傳奇。在編年史提到過碧露蒂是一位女祭司 並透過守衛生活來侍奉异教诸神。當科斯圖提斯聽聞她的美貌後，他便到訪其所在的神社提出求婚。她出於曾向眾神誓言要至死守護自己的貞潔，而拒絕了他。 科斯圖提斯後來強行將她带到特拉凯並舉辦起一場盛大婚禮以令其屈從。此後她和科斯圖提斯育有三男三女。第一個兒子维陶塔斯生於1350年左右。這表明婚姻發生在1349 年或更早。
史學家SC Rowell認為，科斯圖提斯選擇與一位異教公爵夫人而非與來自斯拉夫土地的東正教公爵夫人結婚，有助於1345年科斯圖提斯在和他兄弟阿尔吉尔达斯廢黜Jaunutis之後，再贏得異教信仰的立陶宛人們給予支持。

### 離世
碧露蒂確切的離世細節並不完全清晰可循。1381年至1382年之時，她的丈夫科斯圖提斯對他侄子雅盖沃發起了戰爭，後者是成為立陶宛大公並與条顿骑士团簽署了一項條約以針對科斯圖提斯。科斯圖提斯然後被捕並被送往位於克雷瓦的城堡，到一個禮拜後他就死了，在一些編年史內是暗示他是被謀殺的。儘管尚不清楚後來的情況，但條頓騎士團撰寫的一份編年史簡要是提到，碧露蒂出於安全原因，是被轉移到白羅斯的布列斯特，並於1382年秋天在那溺水而亡（可能是對維陶塔斯從克雷瓦逃走所作的一種回應） 。但是，沒有其他信源可以證實或反駁這一說法。 在事件35年後，一個參加康士坦斯會議的薩莫吉希亞代表團，是否認她有被謀殺，另一個傳說則聲稱，碧露蒂當時是回到了她早些時候在帕蘭加所服侍的神社，以繼續為眾神服務，直到大約1389年去世為止。
傳說是，她是被安葬在帕蘭加以她命名的山腳下。  

## 崇拜

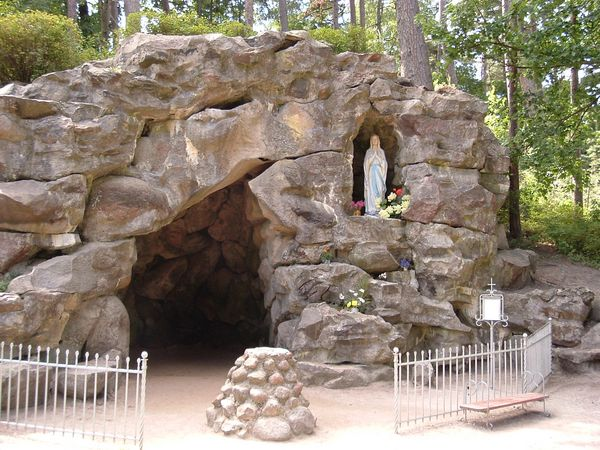
碧露蒂山脚下的石窟，由Édouard André設計 。

曾伴隨碧露蒂的一個異信眾團體，是發展起來在到她離世後很長時間裡還保持著強盛姿態。她是被當地人視為女神或異信信徒們的聖人。 1989年時，考古學家發現約莫14世紀末或15世紀初，曾在碧露蒂山頂存在有異教聖所和天文台的證據，當時這些設施很可能是為讚譽碧露蒂而建。有許多人還會向碧露蒂祈禱，祈求她賜予他們健康或財富。天主教會擔心起當地的信仰偏向性，就在後來於該處附近立起了馬利亞的塑像以展示出教會觀點和引導信仰轉向，而為阻止人們繼續崇拜異信神靈和碧露蒂的墳墓，還於1506年在山頂上建造了座圣乔治小教堂。1869年小教堂被重建和保存到現代，成為一個熱門遊客到訪地。
碧露蒂山是波罗的海沿岸帕蘭加海濱度假勝地最高的沙丘，現在是帕兰加植物园的一部分。考古研究表明，10世紀時於山腳下曾有一個村莊。 在13世紀，當條頓騎士團和利沃尼亞騎士團入侵這裡時，村民們是用塔樓建造起一個防御系統，經過最初的失敗後，工事被重建並變得更加強悍，結果就擁有著兩座塔樓和一堵牆圍護著山頂。然而它在14世紀下半葉被燒毀了，往後取而代之是一座異信仰神社和天文台。

## 同名
- 小行星212977 Birutė

## 備註
1. ↑  Birute Hill （页面存档备份，存于） Palanga - Amber Park Museum. 2012-01-14
2. ↑  Rowell, S. C. . Medieval Prosopography. Spring 1994, 15 (1): 12. ISSN 0198-9405.
3. ↑  Aulis, Kallio. . Tampere: Jagellonica-kulttuuriyhdistys ry. 2009: 54–55. ISBN 978-951-98665-3-6 （芬兰语）.